# Villefagnan
Villefagnan település Franciaországban, Charente megyében. Lakosainak száma 981 fő (2022. január 1.). Villefagnan Brettes, La Chèvrerie, Empuré, La Faye, La Magdeleine, Raix, Souvigné, Villiers-le-Roux és Courcôme községekkel határos.

## Népesség
A település népessége az elmúlt években az alábbi módon változott:
| Lakosok száma | 1001 | 974  | 996  | 1037 | 997  | 1012 | 999  | 982  | 993  | 981  |
|               | 1968 | 1982 | 1990 | 2006 | 2013 | 2015 | 2017 | 2019 | 2020 | 2022 |